# Carl von Rosenstein

Carl von Rosenstein

Carl (Rosén) von Rosenstein (* 13. Mai 1766 in Uppsala als Carl Aurivillius; † 2. Dezember 1836 in Brunna, heute Vänge, Gemeinde Uppsala) war ein schwedischer lutherischer Theologe und von 1819 bis zu seinem Tod Erzbischof von Uppsala.

## Leben
Carl von Rosenstein war der Sohn von Anna Margaretha Rosén von Rosenstein und Samuel Aurivillius (1721–1767), Professor der Medizin und Rektor der Universität Uppsala. Er wurde bereits im Jahr seiner Geburt an der Universität eingeschrieben. Durch die Adoption durch seinen adeligen Großvater mütterlicherseits Nils Rosén von Rosenstein erhielt er den Namen Rosén von Rosenstein, nannte sich jedoch von Rosenstein.
Rosenstein studierte zuerst klassische Sprachen (bei seinem späteren Vorgänger als Erzbischof Jacob Axelsson Lindblom) und dann Evangelische Theologie und wurde nach Ablegung des Kandidatenexamen 1790 zum Dozenten an der Theologischen Fakultät ernannt. 1791 wurde er ordiniert und übernahm nach einer Auslandsreise die Stelle eines Predigers beim Leibregiment. 1793 heiratete er die Freiin Henrietta Elisabet Cederström. Als Pfarrer im Pastorat Kumla im Bistum Strängnäs (seit 1796) wirkte er im Sinne der Neologie.
Nach zwei erfolglosen Vorschlägen wurde er 1809 zum Bischof von Linköping ernannt und von der Universität Uppsala zum Dr. theol. promoviert. Ab demselben Jahr war er auch Mitglied des Pfarrerstandes des schwedischen Ständereichstags. Nach den revolutionären Unruhen, die zum Sturz Gustav IV. führten, wandte er sich der lutherischen Orthodoxie zu, was sich unter anderem in seinen Predigten zeigte, in denen er zunehmend Ideen der Romantik vertrat, und wurde zum überzeugten Royalisten. Bei den Beratungen über die Schwedische Verfassung von 1809 setzte er sich unter anderem für die Erweiterung der Religionsfreiheit (§ 16) sowie für die im folgenden Jahr erlassene Verordnung zur Pressefreiheit ein. Als Bischof förderte er das Schulwesen, aber auch die wirtschaftliche Entwicklung Östergötlands, z. B. durch den Göta-Kanal.
1819 zum Erzbischof ernannt, wirkte Rosenstein bis zu seinem Tod als höchster Repräsentant der Schwedischen Kirche. Er setzte kaum neue theologische Akzente, sondern war mehr Diplomat und Politiker. 1836 verstarb er an den Folgen eines Sturzes auf seinem Privatbesitz.

## Ehrungen
Rosenstein wurde 1809 in die Königlich Schwedische Akademie der Wissenschaften und 1810 als Ehrenmitglied in die Kungliga Vitterhets Historie och Antikvitets Akademien aufgenommen. In beiden Akademien wirkte er zeitweise als Vorsitzender (1815 und 1829). Von 1819 bis zu seinem Tod war er Mitglied der Svenska Akademien (Stuhl 5). 1818 erhielt er den nur Freimaurern verliehenen Orden Karls XIII. und 1829 den Königlichen Seraphinenorden.